# Odontosia grotei
Odontosia grotei är en fjärilsart som beskrevs av Hans Ferdinand Emil Julius Stichel 1918. Odontosia grotei ingår i släktet Odontosia och familjen tandspinnare. Inga underarter finns listade i Catalogue of Life.